# سنجابی (منطقه)
سنجابی بخشی از شهرستان کرمانشاه واقع در مغرب آن شهرستان است که دو دهستان سنجابی و هفت‌آشیان شهرستان کرمانشاه را در بر می‌گیرد. به‌طور کلی منطقهٔ موسوم به منطقه سنجابی از طرف شمال به شهرستان روانسر، از شمال شرقی به منطقهٔ خالصه، از مشرق به دهستان ماهیدشت، از جنوب به بخش مرکزی شهرستان اسلام‌آباد غرب، از جنوب غربی به بخش گوران و از مشرق به منطقهٔ ولدبیگی محدود می‌شود. دارای آب و هوای بری است و مرکب از ۱۴۷ آبادی است. اهالی آن از ایل سنجابی و زبان آنان کردی سنجابی است. کردی سنجابی، شاخه‌ای از گروه گویش‌های زبان کردی جنوبی است.

## ایل سنجابی
ایل سنجابی یکی از ایل‌های کرد ایران و از ایل‌های بزرگ کرد استان کرمانشاه است.
از مناطقی که این ایل در استان کرمانشاه در آن حضور داشته یا دارند می‌توان به شهر کرمانشاه، قصرشیرین، نفت شهر، بخش‌هایی از دشت ماهیدشت کرمانشاه و مناطقی از اورامانات اشاره کرد. مناطقی از کشور کنونی عراق نیز در ایام قدیم جزء مناطق ایل سنجابی شمرده می‌شده‌اند.

این ایل به لحاظ مجاهدت‌های ملی و تلاش‌های وطن دوستانه مردم آن معروف است. مردمان ایل سنجابی به دین یارسان و اسلام (شیعه) اعتقاد دارند. همچنین مردمان این ایل به زبان کردی سنجابی صحبت میکنند. این ایل سابقه مجاهدت‌های طولانی در برابر ارتشهای متجاوز روسیه تزاری، عثمانی و انگلستان را دارد. بنا به روایتی نیز نام این ایل از یکی از مجاهدت‌های آن می‌آید. بنا بر این روایت، گفته شده که افراد این ایل در نبرد ایران برای بازپس‌گیری هرات در دوران قاجار ، بالاپوشی از پوست سنجاب دربرداشته‌اند و از این رو با نام سنجابی‌ها معروف شده‌اند. در زمان‌های پیشین، بالاپوش پوست سنجاب لباس گرانی بوده که تنها بزرگان و افسران آن را می‌پوشیده‌اند.